# Bernhard Fellmann
Bernhard Fellmann (* 23. Mai 1904 in Breslau; † 25. März 1984 in Dresden) war ein deutscher Innenarchitekt und Maler.

## Leben
Bernhard Fellmann wurde in Schlesien geboren. Er lernte nach dem Besuch der Volksschule den Beruf eines Tischlers und legte 1927 die Meisterprüfung als solcher ab. Anschließend ließ er sich zum Innenarchitekten in der Möbelfabrik Tritschler in Frankenstein weiterbilden. Im Jahr 1928 siedelte er von Schlesien in die sächsische Landeshauptstadt Dresden über, wo er von 1928 bis 1969 als Innenarchitekt wirkte. Unterbrochen wurde seine Arbeitszeit durch den Militärdienst und die anschließende Kriegsgefangenschaft, aus der er 1946 zunächst nach Dippoldiswalde und 1948 mit seiner Familie nach Dresden zurückkehrte. Parallel zu seiner Arbeit als Innenarchitekt zeichnete Fellmann Ansichten aus Dresden.
Nach 1969 wirkte er nur noch als Bildkünstler, wobei seiner Werke der „naiven Kunst“ zuzuordnen sind. Er schuf zahlreiche Aquarelle und Zeichnungen; diese entstanden oft in Tusche, aber auch mit Feder und Pinsel und in Sepia. Er arbeitete auch gern mit schwarzem Fettstift. Er hielt unter anderem Ansichten seiner Heimatstadt und deren Ortsteile, darunter Loschwitz, Mockritz und Plauen, fest. Aufgrund seiner architektonischen Fähigkeiten zeichnen sich viele dieser Aquarelle und Zeichnungen durch Detailtreue bei der Architekturgestaltung aus.
Im Jahr 1975 zog Fellmann aus der Dresdner Neustadt nach Zschertnitz um. In seinen späten Lebensjahren schuf er die für ihn ebenfalls typische Form der Bildgeschichte.

## Werke als Architekt

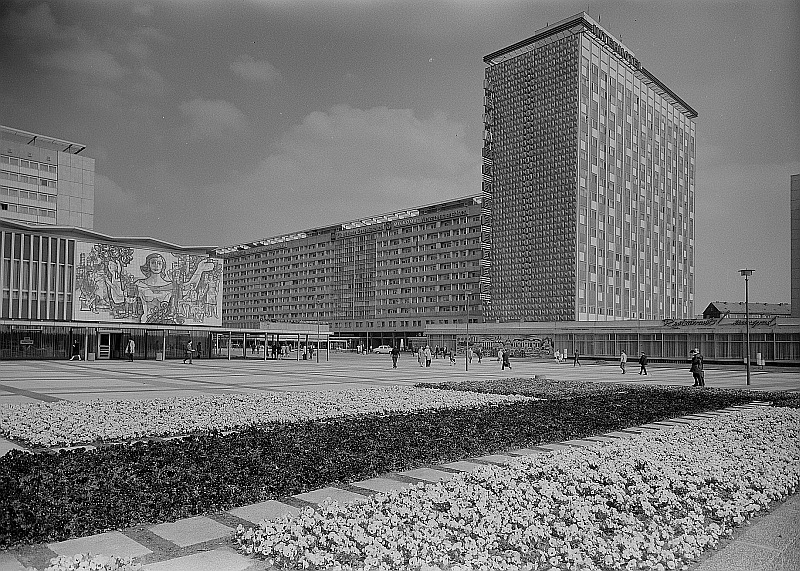
Hotel Newa – Innenarchitekt: Bernhard Fellmann

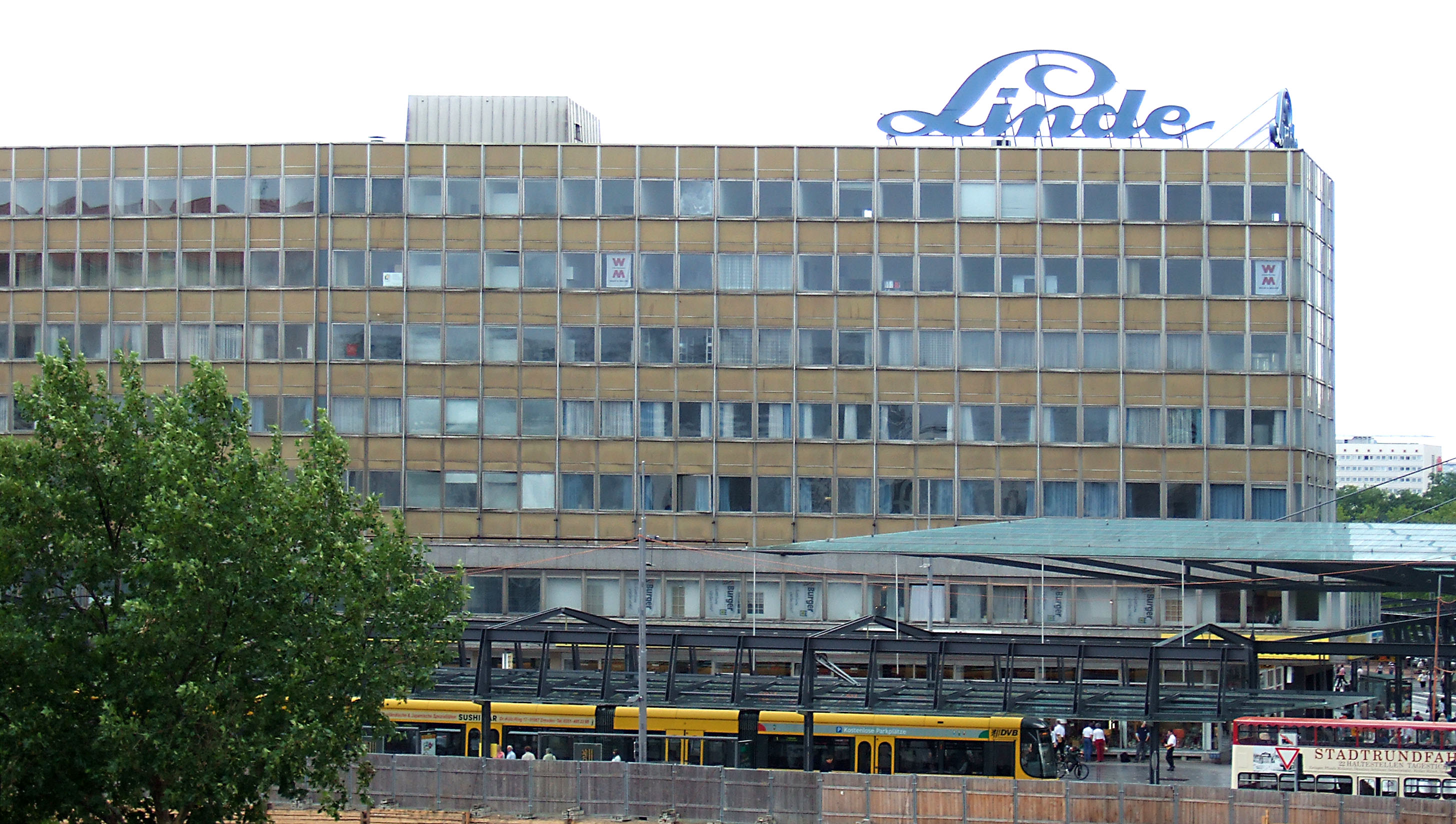
Lindehaus – Innenarchitekt: Bernhard Fellmann

Beteiligt war Bernhard Fellmann u. a. an der Innenarchitektur folgender Gebäude in Dresden:
- Interhotel Newa
- Lindehaus – 2009 abgerissen

## Ausstellungen
2008 fand im Dresdner Kulturrathaus im Amt für Kultur und Denkmalschutz in der Königstraße eine Ausstellung seiner Werke statt.